# Matar Coly
Pour les articles homonymes, voir Coly.
Matar Coly est un footballeur sénégalais né le 10 novembre 1984 à Tivaouane au Sénégal.

## Biographie
Ce puissant attaquant commence sa carrière à l’Académie Génération Football de Dakar à l’âge de 10 ans. À 18 ans, il quitte son pays natal pour rejoindre le centre de formation du RC Lens. En 2003, il intègre la deuxième équipe du RC Lens, où il exprime déjà toutes ces capacités physiques. La place pour l’échelon supérieur est barrée, il n’arrive pas à s’imposer face à des Seydou Keita, Daniel Cousin ou encore John Utaka. Neuchâtel Xamax le contacte pour un test, il accepte et quelques jours après signe un contrat. Neuchâtel Xamax compte sur lui et croit en ses capacités. 
La saison 2005-2006 n’est pas évidente pour Matar Coly, le club vit des heures noires, le club est au bord du gouffre et sera relégué sportivement. Cela n’empêche pas le sénégalais d’inscrire 10 buts.
En 2006-2007, il entame une bonne saison, son association avec le buteur xamaxien Moreno Merenda fait des étincelles. Malgré une blessure en fin d’année, Matar Coly retrouve peu à peu son niveau. Parfois décrié par une partie du public neuchâtelois, Matar Coly a toujours gardé confiance en lui et prouve qu’on peut compter sur lui. Il est assurément un artisan de la promotion xamaxienne avec ses 13 buts

## Anecdotes
Son modèle est Luca Toni. Ironie du sort, Matar Coly et Neuchâtel Xamax se sont rendus, pendant du camp de préparation d’hiver en Toscane, à Florence voir le match ACF Fiorentina - US Livourne, où Toni a joué.
Quelques jours après son arrivée en Suisse, son coéquipier Stéphane Besle le rejoint à Neuchâtel, sur conseil de Matar Coly, qui en avait dit le plus grand bien au club.

## Palmarès
- Champion de Suisse de D2 (Challenge League) en 2007 avec Neuchâtel Xamax